# Biblioteca Carlos Castelo Branco
Biblioteca Comunitária Jornalista Carlos Castello Branco (BCCB) é uma biblioteca pública subordinado a Reitoria da Universidade Federal do Piauí e que atualmente coordena 09 (nove) Bibliotecas Setoriais do Sistema de Bibliotecas da UFPI -  SIBi/UFPI, instituído pela Resolução do Conselho Universitário nº. 26/93.
Em homenagem ao jornalista piauiense Carlos Castelo Branco.
Atuando na promoção do acesso à informação e dar suporte às atividades de ensino, pesquisa e extensão no âmbito universitário, contribuindo para o desenvolvimento cultural, econômico e social do Estado do Piauí.